# 鄭炯
鄭炯（1443年—？），字叔亮，福建福州府閩縣人，軍籍。明朝政治人物。進士出身。

## 生平
成化四年，福建戊子乡试中舉。成化五年，登己丑科會試中進士，擔任户部员外郎。出爲廣東廉州府知府。

## 家族
曾祖鄭伯敬。祖父鄭珏。父亲鄭玟。